# ارنو أوبيرت
ارنو أوبيرت (بالفرنسية: Arnaud Aubert)‏ هو كاهن كاثوليكي فرنسي، ولد في 1319، وتوفي في 11 يونيو 1371.